# Juan Bautista Fuenmayor
Juan Bautista Fuenmayor Rivera (Maracaibo, 28 de setembro de 1905 — Los Teques, 19 de maio de 1998) foi um político, advogado, professor universitário e historiador venezuelano. Foi secretário-geral do Partido Comunista da Venezuela (1937–1946) e reitor da Universidade Santa Maria (1977–1989).

## Biografia
Em 1925, iniciou seus estudos na Faculdade de Direito da Universidade Central da Venezuela. Três anos depois, em fevereiro de 1928, participou dos protestos estudantis contra a ditadura de Juan Vicente Gómez, sendo membro do movimento estudantil Geração de 28.
Em 1931 Fuenmayor participou da constituição da primeira célula clandestina do Partido Comunista da Venezuela (PCV). Depois de passar vários anos em prisões, ele foi exilado na Colômbia e foi um ativista do partido comunista daquele país durante 1935. Quando o governo de Eleazar López Contreras começou, ele retornou à Venezuela e se dedicou à reorganização do PCV. Ele fundou os primeiros sindicatos de trabalhadores de petróleo na Venezuela e em dezembro de 1936 liderou a primeira greve geral na indústria do petróleo. Foi eleito secretário-geral do Partido Comunista pela Primeira Conferência Nacional reunida clandestinamente em Maracay, em agosto de 1937.
Durante seu governo, Fuenmayor defendeu a existência do PCV como partido autônomo da classe trabalhadora contra Gustavo Machado, que pretendia dissolvê-lo seguindo as teses de Earl Browder, secretário-geral do Partido Comunista dos Estados Unidos. Ele também enfrentou a política reformista do partido Ação Democrática (AD), liderado por Rómulo Betancourt e apoiado pelo capital americano investido na Venezuela.
Em 1945, o governo de Isaías Medina Angarita legalizou o PCV e Fuenmayor tornou-se membro de seu Secretariado Político (1946-1951). Representou o estado de Zúlia na Assembleia Nacional Constituinte, que sancionou o texto constitucional de 1947, e como deputado no Congresso Nacional que se reuniu em 1948.
Em 1950, ele se opôs à participação do movimento trabalhista comunista em uma greve insurrecional do petróleo promovida pela AD contra o governo militar apoiado pela Grã-Bretanha. O Partido Comunista decidiu participar da greve e, consequentemente, foi proibido. A direção que comprometeu o PCV à aliança com a AD, formada por Pompeyo Márquez, Gustavo Machado e outros, resolveu expulsar Fuenmayor em abril de 1951. Nesse mesmo ano, Fuenmayor foi feito prisioneiro pela ditadura militar e foi expatriado no ano seguinte.
Ao retornar em 1958, dedicou-se ao ensino e à pesquisa na Universidade de Santa María e publicou vários livros sobre economia, política, filosofia do direito e vinte volumes de História da Política Contemporânea da Venezuela, onde analisa os eventos dos quais participou. Em 1977 foi eleito Reitor da Universidade Santa Maria.
Fuenmayor morreu em Los Teques, Venezuela, em 19 de maio de 1998.

## Obras publicadas
- El Animal y el Hombre, 1924
- Venezuela en marcha hacia la Democracia, 1942
- Petróleo, base del futuro bienestar de la Patria, 1942
- Luchemos por Nuestro Petróleo, 1943 (em colaboração com Rodolfo Quintero)
- El Papel de la Clase Obrera y de los Comunistas en la Etapa Actual, 1945
- La Religión y el Comunismo, 1948 (em colaboração com Gustavo Machado)
- Aves de Rapiña sobre Venezuela, 1957 (sob o pseudônimo de Normand H. Dupray)
- Principios de Economía Política, 1965
- 1928-1948: Veinte Años de Política, 1968
- Teoría del Estado y del Derecho, 1970
- Historia de la Filosofía del Derecho, 1972
- La Guerra Petrolera Estremece al Mundo!, 1974 (em colaboração com Ricardo Martínez)
- Introducción a la Metodología de las Ciencias Sociales, 1981
- La Difusión de las Ideas Socialistas en las Cárceles Gomecistas (Castillo de Puerto Cabello 1929), 1982
- La Descomposición del Sistema Colonial Mundial, 1982
- La Constitución de 1953 y su Análisis, 1984
- Historia de la Venezuela Política Contemporánea 1899-1969, (20 volumes) 1975-93